# Styloniscus japonicus
Styloniscus japonicus là một loài chân đều trong họ Styloniscidae. Loài này được Nunomura miêu tả khoa học năm 2000.